# Mahmud Aliyev
Pour les articles homonymes, voir Aliyev.
Mahmud Aliyev (en azéri : Mahmud İsmayıl oğlu Əliyev ; né le 22 février 1908 à Chamakhi en Azerbaïdjan et mort le 24 septembre 1958 à Bakou) est un homme politique et diplomate azerbaïdjanais.

## Jeunesse
En 1926, Mahmud Aliyev a terminé ses études secondaires à Bakou et en 1931, il est diplômé de l'Université de médecine d'État d'Azerbaïdjan avec un diplôme en thérapie générale. En 1931-1936, il est directeur d'une clinique dans les régions de Kalbadjar et Djabrayil en Azerbaïdjan et chirurgien en chef d'un hôpital régional.

## Carrière politique
De 1937 à 1943, M. Aliyev dirige le Département de l'éducation médicale du Commissariat à la santé du peuple, directeur de l'Université de médecine d'Azerbaïdjan et directeur du Département des sciences et préscolaire du Comité central du Parti communiste d'Azerbaïdjan. En 1943, Mahmud Aliyev est le sous-commissaire des affaires étrangères de l'Union soviétique et en 1944, il est nommé ministre des Affaires étrangères de la RSS d'Azerbaïdjan. Pendant qu'il est au bureau du service extérieur, il travaille également comme recteur de l'Institut de qualification des médecins de la RSS d'Azerbaïdjan en 1950–1953. Aliyev a également été député au Soviet suprême de l'Union soviétique et au Soviet suprême de la RSS d'Azerbaïdjan.

## Récompenses et titres
- Docteur émérite de la RSS d'Azerbaïdjan (1943)
- Ordre de la bannière rouge du travail
- Ordre de la Guerre patriotique
- Ordre de l'Insigne d'honneur